# Bandera de la Unió de Repúbliques Socialistes Soviètiques
La primera bandera de la Unió Soviètica oficial, fou adoptada al desembre de 1922 al 1r Congrés Soviètic de l'URSS en el que fou acceptat que: "la bandera vermella passés de ser el símbol del Partit al símbol d'un estat i al voltant d'aquesta bandera unir els pobles de les repúbliques soviètiques en un estat - La Unió de Repúbliques Soviètiques Socialistes". El 30 de desembre de 1922 el Congrés va adoptar una Declaració i Acord referit a l'establiment de l'URSS. A l'article 22 de l'Acord es diu: "l'URSS té una bandera, escut d'armes i un segell estatal."

Construcció oficial de la bandera segons la llei de 1955.

La descripció de la primera bandera fou donada a la Constitució de 1924, acceptada a la segona sessió del Comitè Executiu (CIK) de l'URSS, celebrat el 6 de juliol de 1923. El text de l'article 71 diu: "La bandera estatal de la Unió de RSS consisteix en un camp vermell o escarlata amb l'escut d'armes estatal". Fou aprovada amb la inusual raó de proporció de 4 a 1; consistent en una bandera vermella amb l'escut d'armes en el centre. Aquesta bandera fou l'oficial durant quatre mesos i fou substituïda com a bandera oficial pel disseny més familiar del martell i la falç durant la 3a sessió del CIK de l'URSS el 12 de novembre de 1923. A la 3a sessió del CIK de l'URSS el 12 de novembre de 1923, fou canviada la descripció de la bandera Soviètica a la Constitució, i l'article 71 fou corregit per a dir: "La bandera estatal de la Unió de RSS consisteix en un camp vermell o escarlata, i al cantó una falç i un martell daurats, amb una estrella de cinc puntes brodada en daurat a sobre d'ells. La ràtio de l'amplària a la longitud és 1:2."
La nova bandera oficial de la Unió Soviètica consistia en una bandera vermella, plana amb un martell creuat amb una falç i una estrella vermella a sobre. El martell simbolitza als obrers del país, mentre que la falç simbolitza als camperols. L'estrella vermella representa el poder al país del Partit Comunista.
La bandera va patir una modificació el 15 d'agost de 1980 fent més sòlid el vermell del fons. A més a més en aquell temps se li va llevar lluentor al color.
Amb la desintegració de l'URSS el 3 de desembre de 1991, la bandera va deixar de ser la bandera nacional de Rússia i la resta de repúbliques soviètiques.
El 15 d'abril de 1996, Borís Ieltsin va signar un decret presidencial donant a la bandera Soviètica (anomenada Estendard de la Victòria, després que aquesta bandera fos aixecada damunt del Reichstag l'1 de maig de 1945) un estatus similar al que té l'actual bandera de Rússia. La diferència és que el martell i la falç han estat eliminats de la bandera. En algunes celebracions, la bandera de la Victòria penja al costat de la bandera de Rússia. L'any 2007, sota el govern de Vladímir Putin, l'Estendard de la Victòria ha estat adoptat de nou com la bandera oficial de l'Exèrcit rus.

## Banderes oficials de l'URSS

Primera bandera oficial de la Unió Soviètica, del desembre de 1922 al 12 de novembre de 1923.
Segona bandera oficial, de 1936 a 1955.
Tercera bandera oficial, de 1955 a 1980
Bandera de la Victòria que va onejar al Reichstag, i actual Bandera de la Victòria.
Estendard de la Victòria (bandera oficial de l'exèrcit rus) entre 1996 i 2007.
Bandera de l'Armada roja.
Bandera de proa.
Bandera dels guardacostes.
Bandera de l'exèrcit roig.

## Banderes de les repúbliques
Dins de la Unió Soviètica cadascuna de les repúbliques tenia la seva pròpia bandera.

Bandera de l'RSS d'Armènia
Bandera de l'RSS de l'Azerbaidjan
Bandera de l'RSS de Belarús
Bandera de l'RSS Carelo-Finlandesa
Bandera de l'RSS d'Estònia
Bandera de l'RSS de Geòrgia
Bandera de l'RSS del Kazakhstan
Bandera de l'RSS del Kirguizstan
Bandera de l'RSS de Letònia
Bandera de l'RSS de Lituània
Bandera de l'RSS de Moldàvia
Bandera de la RSFS de Rússia.
Bandera de l'RSS del Tadjikistan
Bandera de l'RSS del Turkmenistan
Bandera de l'RSS d'Ucraïna
Bandera de l'RSS de l'Uzbekistan